# 法政大学大原社会問題研究所
法政大学大原社会問題研究所（ほうせいだいがくおおはらしゃかいもんだいけんきゅうじょ、The Ohara Institute for Social Research, Hosei Univ.）は、法政大学に付属する社会・労働関係の研究所、専門図書館。社会科学分野において最も古い歴史をもつ研究機関である。通称「大原社研」。また、設立当初は『大原社会問題研究所』と称し、法政大学とは別の機関であった。

## 概要
『日本社会運動史料』、月刊『大原社会問題研究所雑誌』、年刊の『日本労働年鑑』などを刊行。向坂逸郎の旧蔵書や協調会旧所蔵の資料などを所蔵・一般公開している。とくに日本における社会運動史・労働運動史のコレクションが充実している。これらの資料は『大原デジタルライブラリー』としてデータベース化されるとともに、多くがWEBサイトで公開もされている。とりわけ刊行した資料集に基づく日本労働年鑑や『社会・労働運動大年表』データベース、『社会・労働運動大年表』解説編は膨大な情報を提供している。
2008年には大原記念労働科学研究所、倉敷中央病院、大原美術館、岡山大学資源植物科学研究所（旧大原農業研究所）、公益財団法人有隣会とともに大原ネットワークを結成し、大原孫三郎に関する情報共有と相互の活動支援を行っている。
2022年4月現在の所長は布川日佐史。

## 沿革
倉敷紡績・倉敷絹織・中国水力電気・中国合同銀行などを立ち上げた実業家の大原孫三郎が1919年に大阪市南区下寺町の石井記念愛染園に自分の名を冠して設立。翌年7月に天王寺区伶人町の新事務所に移転した。設立当初は社会問題・社会科学と労働科学の2部門を置いていたが、後者は倉敷労働科学研究所として独立した。1922年12月に財団法人化した。
創立に際して京都帝大の河田嗣郎、米田庄太郎のほか、河上肇や徳富蘇峰らも協力し、初代所長にはILO労働代表問題で東京帝大を辞任した高野岩三郎を迎えた。森戸辰男、大内兵衛、櫛田民蔵、久留間鮫造、山名義鶴、細川嘉六などが研究員や嘱託となり、昭和初期の厳しい時代にも社会科学の研究を続けたが、1936年に大原孫三郎からの出資を打ち切られたため、研究所の土地建物と図書を大阪府に20万円で譲渡し、翌年東京市淀橋区柏木の山内多門邸を購入して移転した。
その後は組織と人員を縮小し、鮎川義介の義済会から年3万円の寄付を受けて細々と研究活動を続けたが、1945年5月25日の空襲で土蔵一棟を除いて所蔵の図書・資料類を焼失したため、翌年末弘厳太郎の斡旋により神田駿河台の旧東亜研究所ビルの一室に移転した。
1949年財政難のため法政大学の附属機関となり、8月23日に駿河台から同大学内に移転し、10月16日をもって財団法人を解散した。
1951年に再度独立、「財団法人法政大学大原社会問題研究所」となった。
戦時中に刊行停止していた『日本労働年鑑』は1949年に復刊し、1950年代から60年代にかけて労働運動や労働問題の実態調査も進められた。1967年には港区南麻布に麻布分室が設置され、4年後の1971年から図書・資料の一般公開が始まった。
1986年に同大学社会学部・経済学部の移転に伴い、東京都町田市に移転するとともに、財団法人を解散し名実ともに大学附属の研究機関となり、現在に至っている。
2019年には研究所創立100周年の各種記念事業が行われた。

## 年表

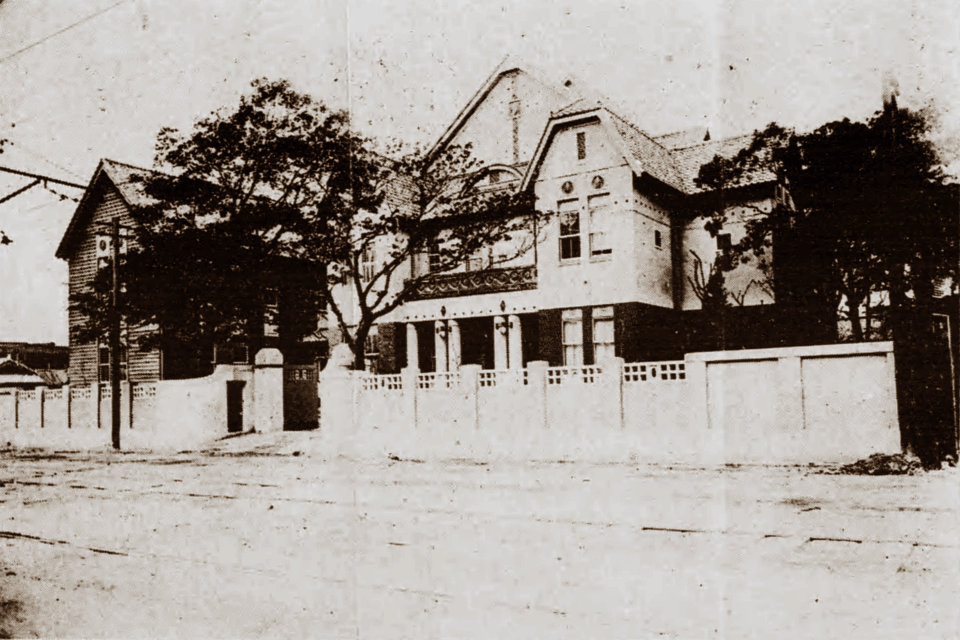
大阪時代の大原社会問題研究所（1920年）

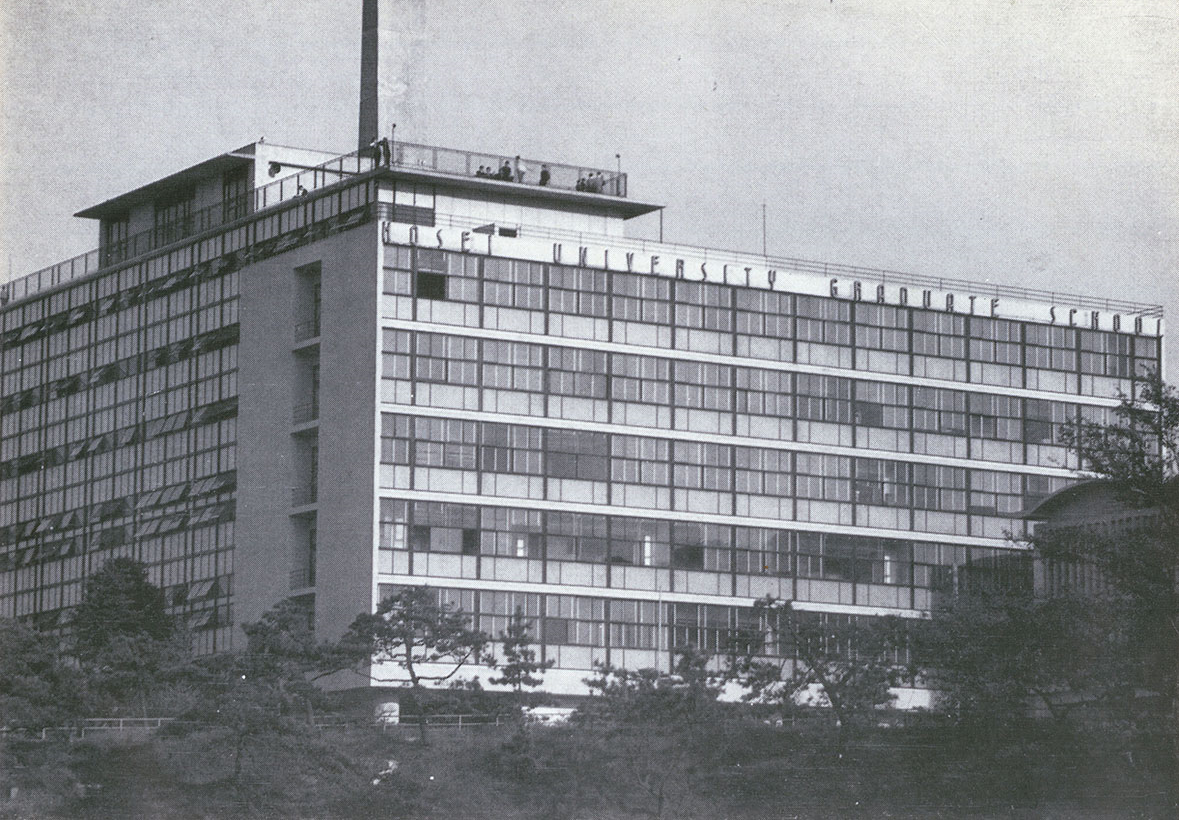
1953年から1981年まで研究所が入居していた法政大学53年館

- 1918年1月 - 大阪市南区下寺町の財団法人石井記念愛染園内に救済事業研究室を設置。
- 1919年
  - 2月 - 大原社会問題研究所創立。
  - 10月 - ILO労働代表問題で高野岩三郎が東大教授を辞職。
- 1920年
  - 1月 - 森戸事件発生。その後森戸辰男、大内兵衛、細川嘉六、権田保之助、櫛田民蔵らが研究所に入所する。
  - 3月 - 高野岩三郎が初代所長に就任。
  - 5月 - 研究所新築落成（天王寺区伶人町）。『日本労働年鑑』第1集刊行。
  - 10月 - 書籍蒐集のため久留間鮫造と櫛田民蔵を英独に派遣。
- 1921年7月 - 社会衛生部門を倉敷労働科学研究所に分離。
- 1922年12月 - 財団法人大原社会問題研究所設立認可。
- 1923年8月 - 『大原社会問題研究所雑誌』創刊（1933年の第18号まで）。
- 1924年4月 - 図書閲覧室を開設。
- 1928年3月 - 三・一五事件で研究所が官憲の捜索を受ける。
- 1931年1月 - 第1回月次講演会を開催（1936年6月まで53回開催）。
- 1933年
  - 3月 - 研究員の細川嘉六と越智道順が検挙される。
  - 5月 - 研究生制度を設ける。
  - 9月 - 第1回談話会を開催（1936年7月まで21回開催）。
- 1936年7月 - 研究所の東京移転決定。
- 1937年2月 - 東京市淀橋区柏木の旧山内多門邸に移転。
- 1938年2月 - 第2次人民戦線事件により委員の大内兵衛が検挙される。
- 1942年 - 『日本労働年鑑』休刊（1949年復刊）。
- 1943年4月 - 鮎川義介の義済会から寄附金を支給される（1946年まで）。
- 1945年5月 - 空襲で土蔵一棟を残し全焼。
- 1946年5月 - 神田駿河台旧東亜研究所ビルの一室に移転。
- 1949年
  - 4月 - 高野岩三郎所長死去。
  - 7月 - 法政大学新館に移転。
  - 10月 - 財団法人大原社会問題研究所を解散し、法政大学附置研究所となる。
- 1950年6月 - 大内兵衛が法政大学総長に就任。
- 1951年1月 - 財団法人法政大学大原社会問題研究所設立認可。
- 1953年
  - 1月 - 53年館に移転。
  - 2月 - 『資料室報』創刊。後に『研究資料月報』を経て、86年4月より『大原社会問題研究所雑誌』と改題。
- 1967年2月 - 麻布分室を設置。
- 1968年4月 - 『マルクス経済学レキシコン』刊行開始（1985年完結）。
- 1971年4月 - 麻布分室で所蔵図書・資料の一般公開開始。
- 1973年12月 - 社会労働問題研究センターを設立。
- 1981年3月 - 80年館に移転。
- 1986年
  - 3月 - 財団法人解散。多摩キャンパスの図書館・研究所棟5階に移転。
  - 4月 - 再び法政大学附置研究所となる。
- 1996年12月 - 研究所Webサイト公開。
- 1999年2月 - 大原デジタルライブラリー公開。
- 2008年7月 - 大原ネットワーク結成。
- 2011年2月 - 『社会労働大事典』刊行。
- 2019年2月 - 研究所創立100周年・法政大学合併70周年記念シンポジウムを開催。
- 2022年1月 - 研究所所蔵の「友愛会関西労働同盟会機関紙『労働者新聞』」と「神戸川崎・三菱大争議の実写フィルム」が日本労働ペンクラブから「日本労働遺産」第1号の1、2に認定される[15]。

## 歴代所長

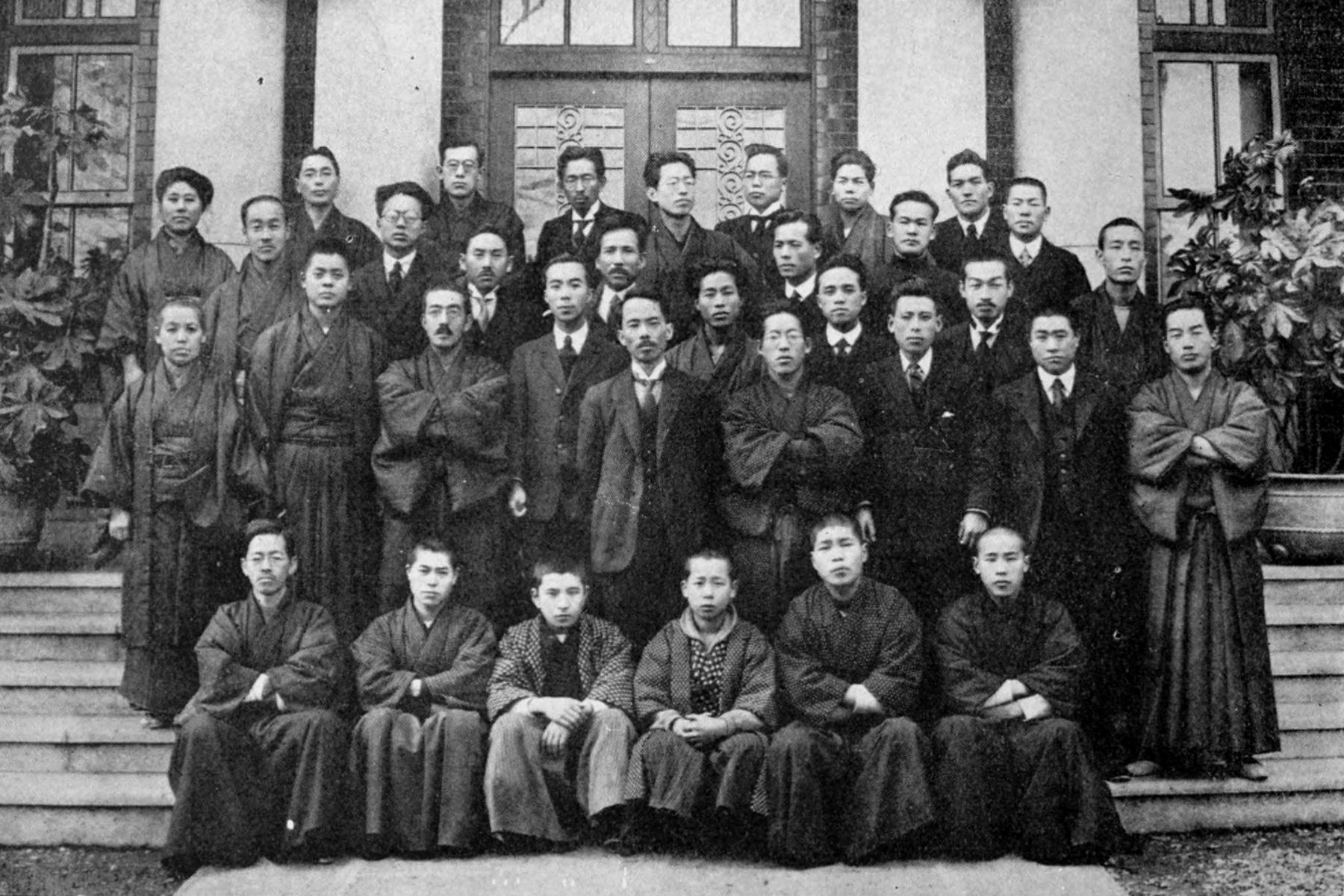
最前列左から高田慎吾、山岡実四郎、萩野秀一、阿江良男、手島正志、手島時二、2列目左から辰川カズ、北野基治、高野岩三郎、樋口恒一郎、細川嘉六、井上進一、山下一雄、後藤貞治、河西太一郎、3列目左から権田保之助、水谷長三郎、森川隆夫、大林宗嗣、林要、萩原久興、松本慶次郎、平岡俊雄、山名義鶴、内藤赳夫、山村喬、最後列左から植田タマヨ、鷹津繁義、久留間鮫造、櫛田民蔵、丸岡重堯、八木澤善次、庵原嘉雄、越智道順

| 氏名         | 就任時期      |
| ------------ | ------------- |
| 高野岩三郎   | 1920年-1937年 |
| 所長制廃止   | 1937年-1941年 |
| 高野岩三郎   | 1941年-1949年 |
| 久留間鮫造   | 1949年-1964年 |
| 宇佐美誠次郎 | 1966年-1967年 |
| 大島清       | 1968年-1969年 |
| 舟橋尚道     | 1970年-1972年 |
| 宇佐美誠次郎 | 1973年        |
| 大島清       | 1974年-1975年 |
| 宇佐美誠次郎 | 1976年-1977年 |
| 大島清       | 1978年-1979年 |
| 舟橋尚道     | 1980年-1984年 |
| 二村一夫     | 1985年-1993年 |
| 嶺学         | 1994年-1996年 |
| 早川征一郎   | 1997年-2002年 |
| 相田利雄     | 2003年-2007年 |
| 五十嵐仁     | 2008年-2011年 |
| 原伸子       | 2012年-2015年 |
| 鈴木玲       | 2016年-2021年 |
| 布川日佐史   | 2022年-       |

## 所在地
〒194-0298 東京都町田市相原町4342（法政大学多摩キャンパス 図書館・研究所棟5階）

## 来館サービス
法政大学大原社会問題研究所の閲覧室は誰でも利用可能となっている（事前予約制）。
- 利用時間
  - 平日 9:00～16:30
  - 土曜日 9:00～11:30
  - 夏期休暇期間中 平日のみ9:00～16:00